# Vasile Voicu
Vasile Voicu (n. 15 februarie 1949) este un fost deputat român în legislatura 1992-1996, ales în județul Călărași pe listele partidului PDSR.